# Устройство с магнитна лента
Запаметяващо устройство с магнитна лента или ЗУМЛ е енергонезависимо запаметяващо устройство с носител на информация магнитна лента. То е едно от първите външни устройства за запаметяване на данни, използвано доста преди изобретяването на първите твърди дискове като периферно устройство. Тъй като то позволява само последователен достъп до данните (за разлика от твърдите дискове), в наши дни подобни устройства се използват преди всичко при архивиране (backup) на големи масиви от данни.

## История
През 1970 г. колектив от ЦИИТ разработва първото българско запомнящо устройство с магнитна лента ЕС 5012, за което е удостоен с Димитровска награда през 1971 г.

## Устройство
То се състои от четящ механизъм и лента, като лентата може да бъде:
- на бобина
- в касета

### Лента
Магнитната лента е тънка пластмасова лента, едната повърхност на която е покрита с железен окис, който може да се променя под въздействието на магнитно поле. Посредством прилагане на подходящи магнитни полета, малки участъци (петна) от покритието могат да се намагнетизират, а други да останат ненамагнетизирани. Информацията се записва, като компютърът кодира един бит с едно петно и намагнетизираните петна са 1, а свободните – 0. Петната са подредени в редове по ширината на лентата и по колони – наричани още пътеки или канали – по дължината ѝ. Редовете са 9 на брой, като на един ред се събират 8-те бита на един байт плюс 1 бит за четност. Битът за четност има стойност 1, ако броят на 1-те в байта е четен и 0, ако е нечетен.
Количеството данни, които могат да се запишат на единица площ, определя плътността на записа:
- напречна – по ширината на лентата
- надлъжна – по нейната дължина
- диагонална – записът се извършва под определен ъгъл.

Напречната плътност се измерва в пътеки на инч (на английски: track per inch, tpi). Плътността на запис е много съществен параметър, който отразява пряко върху капацитета на носителите и скоростта на предаване на данните.

### Ролка
Ролката е предназначена за съхраняване на ленти. Първоначално на нея са се съхранявали киноленти и тъй като технологията и инфраструкутурата са били вече създадени, тя е използвана и в първите ЗУМЛ. Използва се също при магнетофоните.
Предимства:
- утвърдена технология
- лесно следене на движението на лентата
- поддържа по-голяма дължина и ширина на лентата

Недостатъци:
- отворена – директно подложена на действието на въздуха и по-точно праха във въздуха
- изисква допълнителна кутия за съхранение
- няма никакъв механизъм за защита от запис

### Касета
С развитието на технологиите плътността на запис върху магнитната лента се увеличава, което позволява намаляването на размерите на лентата и бобината и позволява поставянето им в малка кутийка, което решава някои от предишните проблеми (виж аудиокасета и видеокасета.

### Четящо устройство
Четящото устройство следва технологията, използвана за съхранение на лентата. съответно биват за:
- бобина – подобно на магнетофона, който познаваме, но с по-висока точност на позициониране
- касета – в някои домашни компютри през 80-те се използва дори и обикновен домашен касетофон, но сегашните модели са специализирани

## Стандарти
- ленти – специфични за производителя
- касети

| Стандарт   | Ширина на лентата | Капацитет    |
| ---------- | ----------------- | ------------ |
| QIC/TRAVAN | 8 мм              | 400Мб-20Гб   |
| DDS/DAT    | 4 мм              | 1,3Гб-36Гб   |
| DLT        | 12,65 мм          | 0,1 – 800 Гб |
| LTO        | 12,65 мм          | 100 – 400 Гб |
| AIT        | 8 мм              | 20 – 800 Гб  |
| VXA        | 8 мм              | 33 – 640 Гб  |

## Компресия
Въпреки все по-нарастващия капацитет на магнитните ленти с по-голяма скорост нараства обема от данни, който трябва да се запише. На помощ идва компресирането на данни – технология, позволяваща чрез математически преобразувания и без загуба на данни да се запаметят по-голямо количество данни в по-малко място чрез елиминиране на „излишъка“ (варианта с не е актуален за резервно копиране на данни).
Видове
- Програмна – извършва се от централния процесор
- Хардуерна – извършва се в самото устройство от специализиран процесор

Типичен коефициент на компресия е около 2:1, като той зависи много от типа данни.